# S/S Sjöfröken

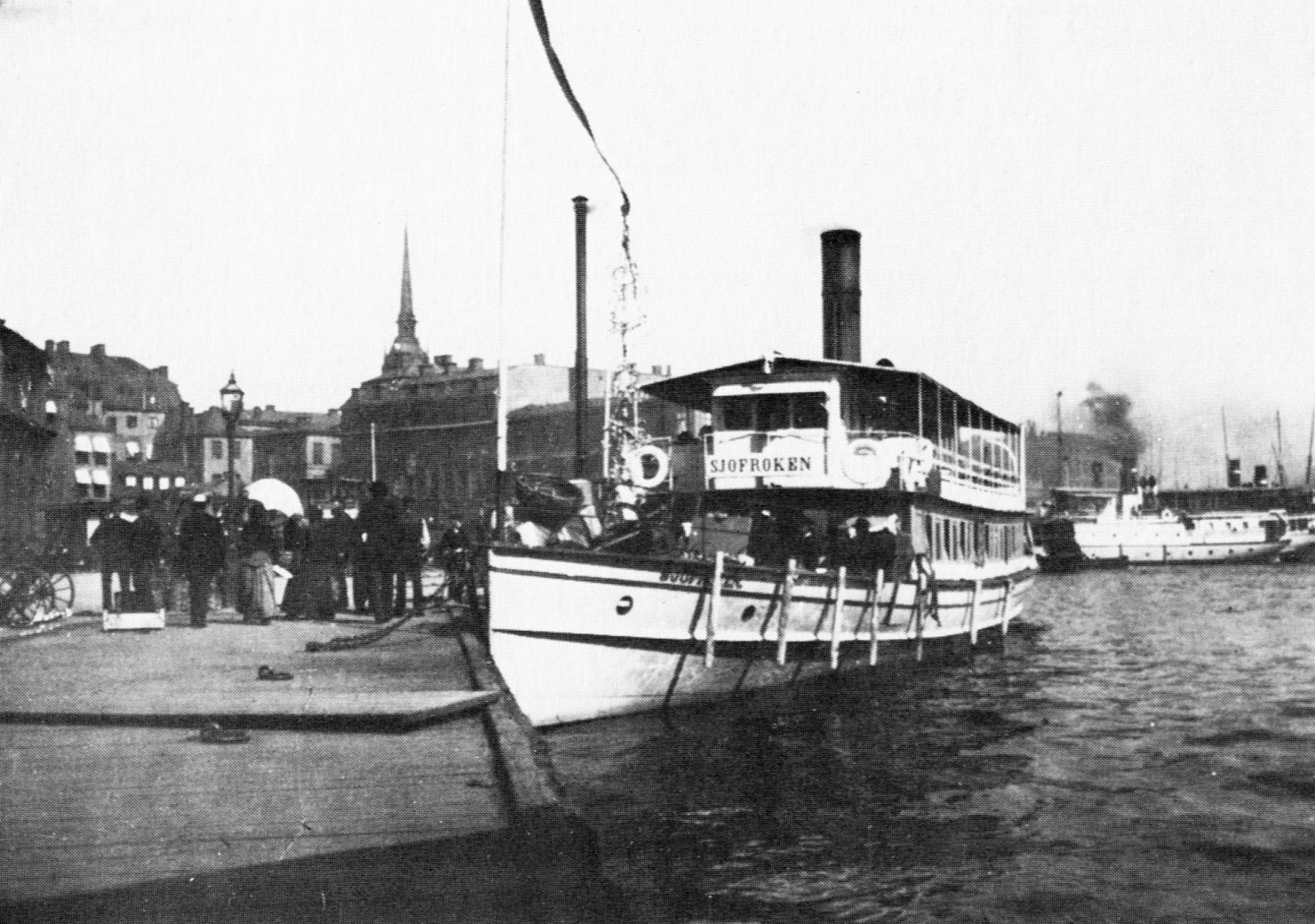
S/S Sjöfröken (1881) vid Riddarholmen i Stockholm 1890

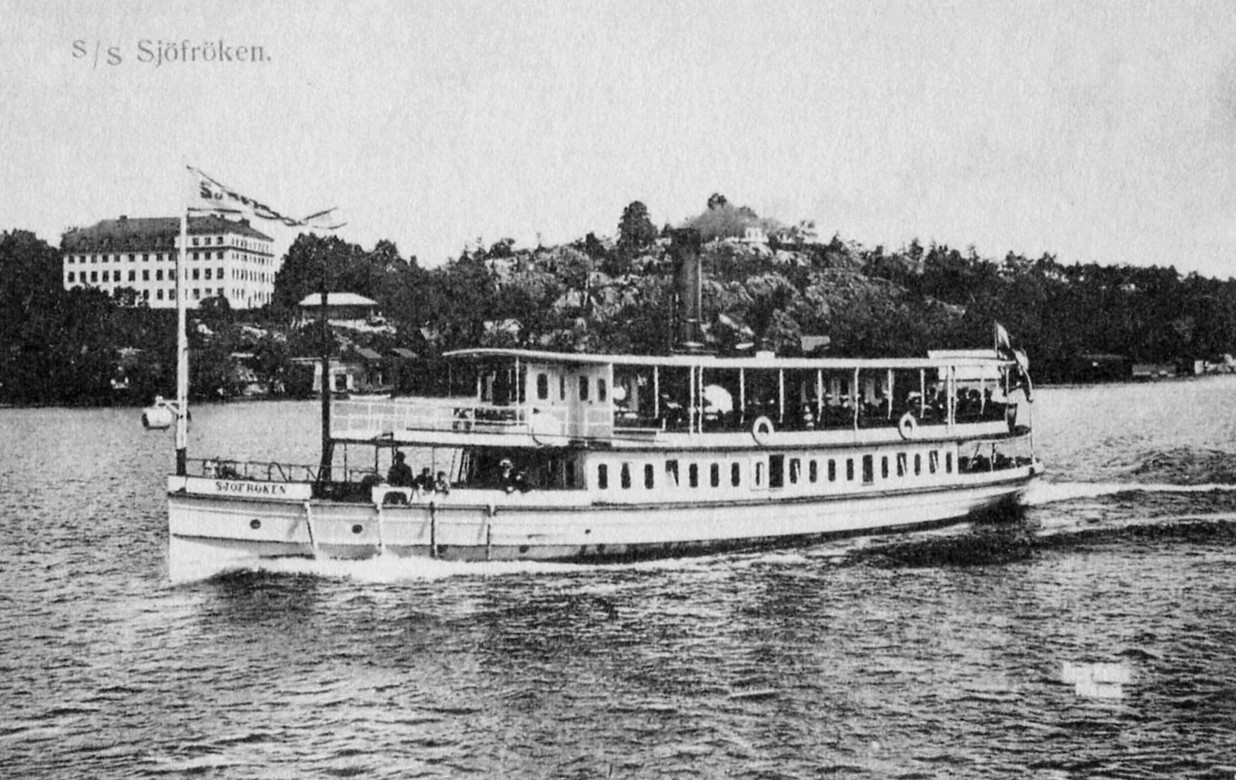
S/S Sjöfröken (1881) på Mälaren, 1890-tal

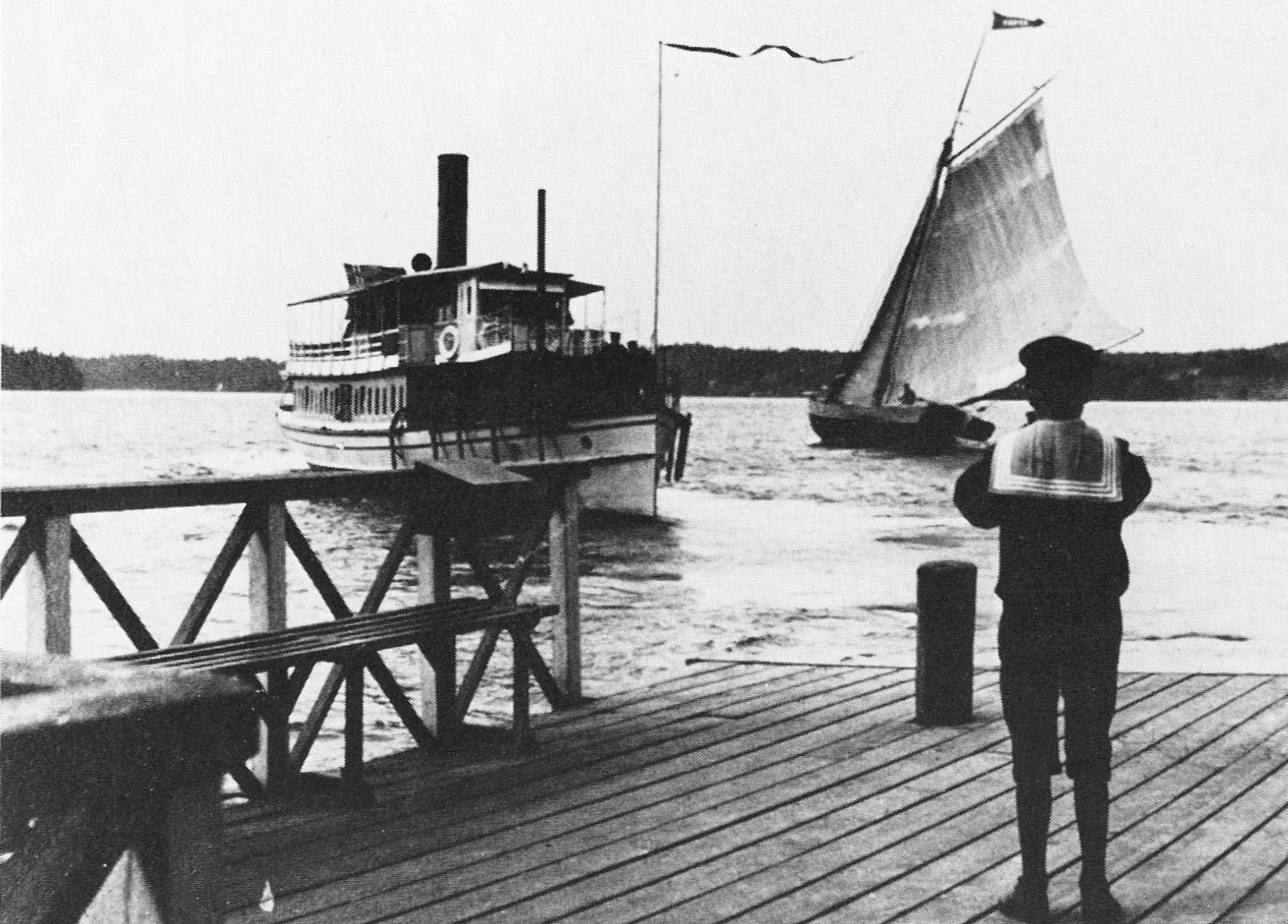
S/S Sjöfröken vid Klubbensborg, 1901

S/S Sjöfröken är namnet på tre ångfartyg som i olika generationer trafikerat södra Mälarstranden med utgångspunkt från Stockholms innerstad.
Den första ångslupen Sjöfröken sattes i trafik 1863 mellan Stockholm, Vårby och Fittja, då den ersatte järnhjulångaren Tessin.  Hon byggdes för Fittja Ångslupsbolag av Lindholmens mekaniska verkstad i Göteborg. Namnet togs från den kvinnliga huvudpersonen i Walter Scotts diktverk The Lady of the Lake.
År 1874 kom en ny Sjöfröken, byggd av Motala Verkstad för samma rederi, nu under namnet Ångbåtsbolaget Drottningholm-Fittja. 
Efter en kraftig expansion av trafiken ersattes denna 1881 av den större, tredje Sjöfröken, byggd vid Bergsunds varv i Stockholm 1880. Hon var 26,89 meter lång och 5,18 meter bred. Denna trafikerade denna del av Mälaren till 1934, under senare år under rederiets nya namn Trafik AB Mälaren-Hjälmaren. Hon såldes 1934 till Rederi AB Mälartrafik och gick på traden Stockholm–Drottningholm under namnet Tessin. År 1947 såldes hon till Panama.